# Chlorovibrissea
Chlorovibrissea — рід грибів родини Vibrisseaceae. Назва вперше опублікована 1989 року.

## Класифікація
До роду Chlorovibrissea відносять 6 видів:
- Chlorovibrissea albofusca
- Chlorovibrissea bicolor
- Chlorovibrissea chilensis
- Chlorovibrissea melanochlora
- Chlorovibrissea phialophora
- Chlorovibrissea tasmanica